# Die große Frage
Die große Frage ist ein Kinderbuch von Wolf Erlbruch. Es ist keine Bildergeschichte im engen Sinn, sondern vielmehr eine Art philosophisches Frage-und-Antwort-Spiel, wobei die Frage gar nicht ausdrücklich gestellt wird. Sie lautet: Weshalb bin ich auf der Welt?
In einundzwanzig Bildern werden ebenso viele Antworten aus unterschiedlichen Perspektiven gegeben, wodurch sich ein Bild der Wirklichkeit ergibt, wie es der kleine Junge auf dem Titel selbst noch nicht erfassen könnte. Mögliche Antworten geben andere Familienmitglieder, verschiedene Tiere und Vertreter unterschiedlicher Berufe. Es finden sich aber auch Antworten der Zahl 3, des Todes („Du bist auf der Welt, um das Leben zu lieben“) und des Steins („Du bist da, um da zu sein“). Selbst erste Sexualaufklärung erfolgt ("Sagt der Vater: Weil Mama und ich uns lieb haben").
Am Ende befinden sich linierte Seiten, auf der das Kind seine eigenen Antworten aufschreiben kann.
Das Kinderbuch wurde 2005 als Kurzfilm adaptiert.

## Publikation
- Wolf Erlbruch: Die große Frage. Peter Hammer Verlag 2004, ISBN 978-3-87294-948-6.